# Krzysztoforzyce
Krzysztoforzyce – wieś w Polsce położona w województwie małopolskim, w powiecie krakowskim, w gminie Kocmyrzów-Luborzyca.

## Historia
Pierwsza zapisana wzmianka o wsi pochodzi z dokumentu sądowego z 1374 roku. Wymieniono w nim Wisława de Osepouicz. Znamy imiona kolejnych właścicieli Krzysztoforzyc, którymi byli: Tomek z Krzysztoforzyc (zm. 1418), Mikołaj Krzysztoporski zwany Mączką (zm. 1450) i jego synowie Jan i Bartłomiej. Jan Krzyszforski został pochowany w kościele parafialnym w Ruszczy. Opis jego płyty nagrobnej zachował się w pracy Bartosza Paprockiego. Kolejnym właścicielem był syn Jana Mikołaj, a po nim jego syn Stanisław (zm. 1512).  
W XVII wieku wieś należała do Giebułtowskiego, a pod koniec wieku (1680) do Seweryna lub Marcina Kalinowskiego. Pod koniec XVIII wieku właścicielem został Feliks Michałowski. W 1804 roku wieś należała do Józefa Michałowskiego. Jego żoną była Tekla z Morsztynów. Ich trzecim dzieckiem był Piotr Michałowski, który w 1837 roku odziedziczył Krzysztoforzyce. Po nim majątkiem do 1875 roku zarządzała żona Julia z Ostrowskich. Po niej wieś odziedziczyła córka Maria, której mężem był Adam Łempicki. 
W latach 1975–1998 miejscowość administracyjnie należała do województwa krakowskiego.
Integralna część miejscowości: Kolonia.

## Zabytki
Obiekt wpisany do rejestru zabytków nieruchomych województwa małopolskiego.
- Zespół dworski: dwór z otoczeniem, park i zabudowania podworskie.

## Osoby związane z miejscowością
- Piotr Michałowski – mieszkał i zmarł 9 czerwca 1855 roku[8].